# Arbre del Peix
Arbre del Peix és un grup de música alguerès en llengua catalana format el 2022.
Els musicistes que el conformen són Andrea Donapai (veu i guiterra), Michelangelo Corbia (guiterra), Ignazio Caruso (baix) i Sergio Intelisano (bateria). La formació és nada de l'amistat entre els quatre membres, que ja havien col·laborat en altros grups musicals de la ciutat i que van decidir d'unir forces per a fer música en català de l’Alguer inspirant-se en la tradició. Lo nom del grup naix de la voluntat de posar ensems aspectes que han caracteritzat la ciutat de sempre: l'agricultura i la pesca.
El maig del 2022, va guanyar reconeixement en vèncer la primera edició del concurs CantAlguer, organitzat per la Plataforma per la Llengua, amb la cançó Mos resta sol la nit. També hi van interpretar Sant Miquel humanitzat, versió del clàssic de Pino Piras. Gràcies en aqueixa victòria, van poder registrar un EP de sis cançons en la sala The Chicken Coop de l'Alguer en autunjo, endemés de fer un concert a Prada en la Jornada Algueresa dins la programació de la Universitat Catalana d’Estiu i a l'Alguer a la Festa dels Focs de Sant Joan i a la festa de Les Maries.
El seu estil és heterogeni: es mou de l'indie fins al rock i barreja instruments acústics i electrònics. Amb tot, se'ls sol classificar dins del pop-rock.
L'abril del 2023, van presentar el seu primer àlbum, homònim, al festival de música Barnasants del barri de Sants a Barcelona.